# Эпштейн, Григорий Львович
Григорий Львович Эпштейн (21 января 1888, Ромны — ?) — советский учёный-энергетик, электротехник, профессор.

## Биография
Родился в семье врача Льва Бейнесовича Эпштейна и Софьи Моисеевны Розовской. В 1912 году окончил электромеханическое отделение Санкт-Петербургского политехнического института со званием инженер-электрик (ЦГИА СПб ф.478 оп.1 д.2444 крайние даты документов: 1907–1912). С 1920 года — профессор Киевского политехнического института, где в 1922 году совместно с Герасимом Моисеевичем Городецким основал кафедру электрических сетей. Читал курс «Линии высокого напряжения».
В середине 1930-х годов работал в «Главэнергопроме» и преподавал в Московском электротехническом институте. С конца 1930-х годов — заведующий кафедрой электротехники и профессор Московского технологического института лёгкой промышленности (МТИЛП) имени Л. М. Кагановича, с ноября 1941 по 1943 год с институтом в эвакуации в Уржуме.
В 1951 году в период борьбы с космополитизмом отправлен на пенсию.
Был редактором отдела электротехники «Технической энциклопедии» в 26 томах под общей редакцией Л. К. Мартенса (М.: ОГИЗ РСФСР, 1927—1934). Автор изобретений.

## Монографии
- Линии передачи электрической энергии переменными токами / Г. Л. Эпштейн, профессор Киевского политехнического института. Ч. 1: Теория и расчёт. — Харьков: Государственное издательство Украины, 1925. — 296 с.
- Перенапряжения на электрических установках: Теория и практика борьбы с ними. — Киев: Исполбюро К.П.И., 1927. — 280 с.
- Линии передачи электрической энергии переменными токами / Г. Л. Эпштейн. Ч. 2. — Харьков: Государственное издательство Украины, 1925.
- Линии передачи электрической энергии переменными токами / Г. Л. Эпштейн, профессор Киевского политехнического института. — Харьков: Государственное издательство Украины, 1925.
- Районные трансформаторные подстанции: Основы технического проектирования: 430 рис. в тексте и 6 табл. / Г. Л. Эпштейн, профессор Киевского политехнического института. — Киев: Культура, 1929. — 412 с.
- Районные трансформаторные подстанции: Основы технического проектирования / Г. Л. Эпштейн. — 2-е изд. — М.—Л.: Государственное энергетическое издательство, 1932. — 508 с.

## Публикации
- Эпштейн Г. Стандартизация высоковольтной аппаратуры // Вестник стандартизации. 1934. No 1(55). С. 22—25[9].
- Эпштейн Г. Л. К вопросу о защите от перенапряжений. Электричество, 1935. № 5, с. 238—244.
- Эпштейн Г. Л. Лабораторная база высоковольтной электропромышленности США и Англии. Электричество, 1937, № 1.